# Transporte em João Pessoa

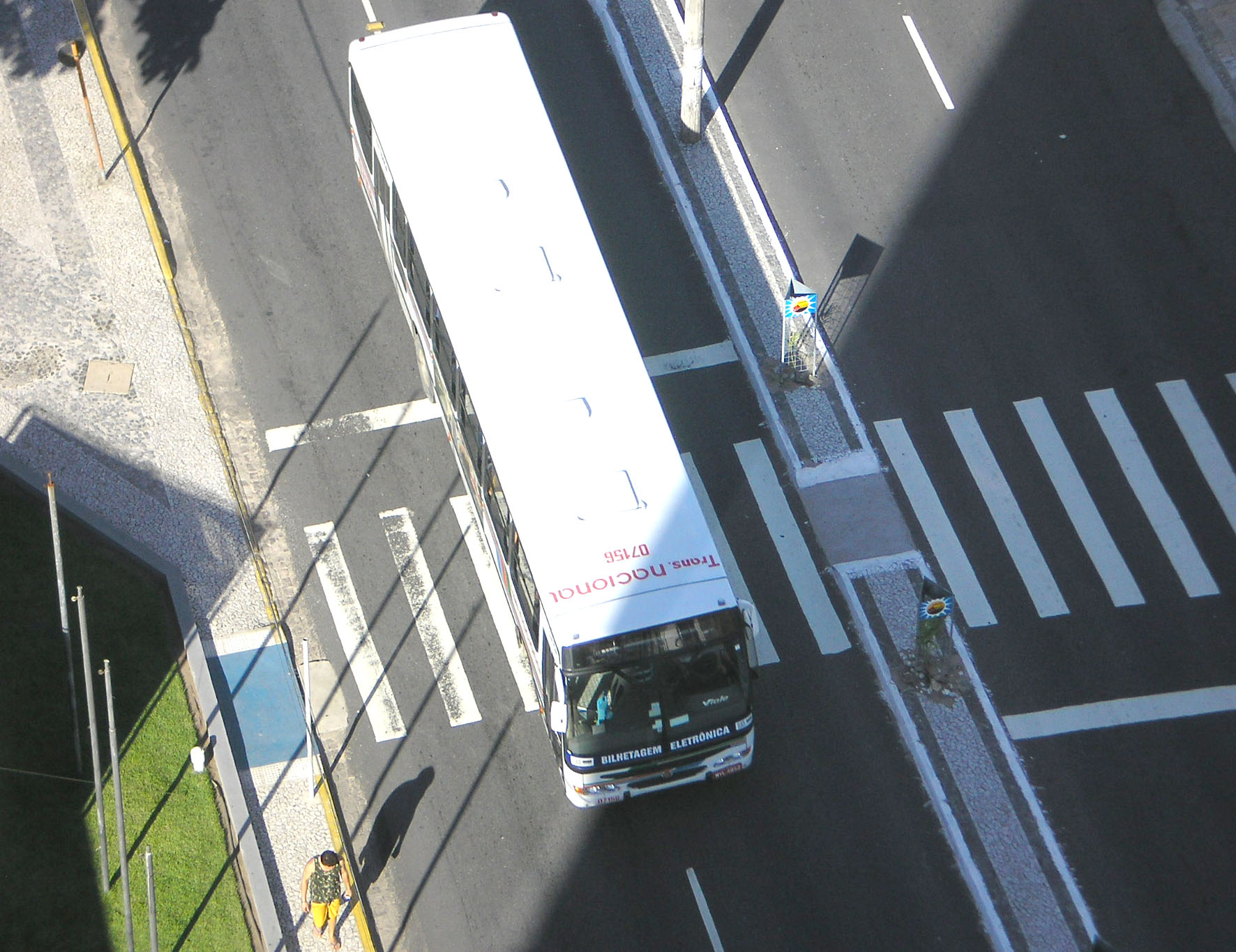
Ônibus passando pela na Avenida Rui Carneiro.

O planejamento, coordenação e execução das políticas de trânsito e do transporte em João Pessoa, município brasileiro e capital do estado de Paraíba, é a tarefa da Superintendência de Transportes e Trânsito, a STTrans, atual Semob, Superintendência Executiva de Mobilidade Urbana, uma das secretarias da prefeitura da cidade.

## Transporte público
O transporte público em João Pessoa é feito, em grande parte, por linhas de ônibus, sendo uma das capitais com a maior frota de ônibus do Nordeste.[carece de fontes?]
É possível ir para qualquer lugar da cidade pagando-se apenas uma passagem. As conexões podem ser feitas através de um Terminal de Integração do Varadouro, onde o passageiro pode descer e pegar um novo ônibus sem precisar pagar uma nova passagem e de um Sistema de Integração Temporal. Há também o Sistema de Bilhetagem Eletrônica por meio do cartão “Passe-Legal”. João Pessoa foi a primeira cidade do Nordeste a implantar este sistema, Além de que toda a frota de ônibus da cidade é rastreada por satélite.

### Ferroviário
Existe também uma linha de trem da CBTU, de circulação diária, exceto aos domingos, que cobre a maior parte da Região Metropolitana, com extensão de 30 km. Conta com onze estações de passageiros e interliga as cidades de Cabedelo, João Pessoa, Bayeux e Santa Rita, com o transporte aproximado de 7.500 passageiros em 15 viagens diárias.

### Fluvial
Na região metropolitana de João Pessoa, na cidade de Cabedelo existe um transporte de balsa que atravessa o Rio Paraíba, permitindo a ligação com o município de Lucena.

### Rodoviário
A rodoviária, para transporte intermunicipal, localiza-se no bairro do Varadouro e permite a conexão de ônibus com outras cidades do estado e do Brasil.
O sistema coletivo mais utilizado na capital são os ônibus, que são utilizados por toda as faxetárias de idades.
O Índice de aprovação dos ônibus da Capital é superior ao da média nacional, o índice foi de 92,5%, enquanto que a média nacional é 89. É constante o esforço dos empresários que atuam no sistema de transporte da Capital em diminuir, cada vez mais, a idade média da frota que está em 3,6 anos, quase dois anos menor que a média nacional.

## Aeroporto Internacional Castro Pinto

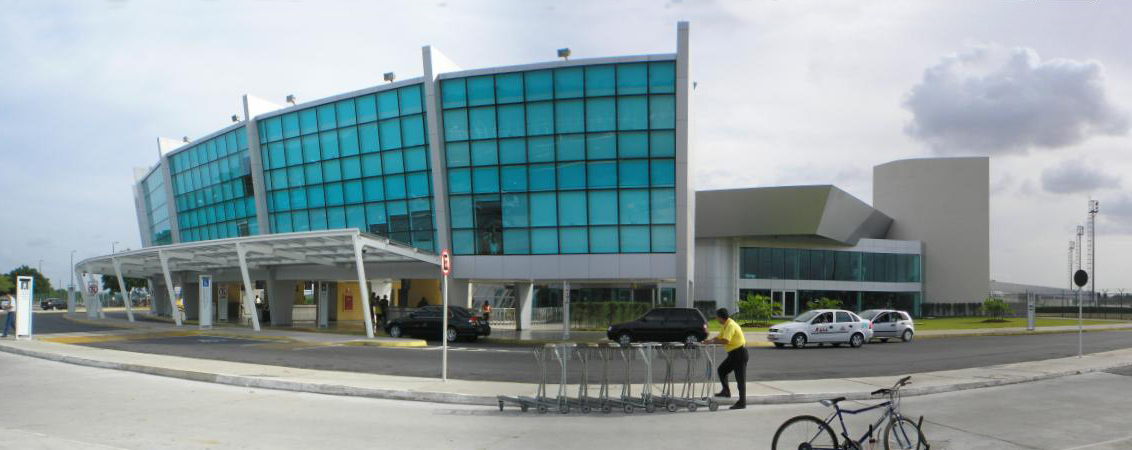
Aeroporto Internacional Presidente Castro Pinto.

A cidade também conta com o Aeroporto Internacional Presidente Castro Pinto — localizado na cidade limítrofe de Bayeux, dentro da região metropolitana e distante 8 km do centro.

## Bicicletas
Na cidade encontram-se várias ciclovias, inclusive na orla onde está localizado a base do sistema de bicicletas públicas.
O Pedala João Pessoa é um sistema de locação de bicicletas com quatro estações distribuídas inicialmente na orla da Capital, criado com o objetivo de oferecer um meio de transporte mais saudável e ecológico aos pessoenses e turistas. Sistemas semelhantes já foram implantados, com sucesso, no Rio de Janeiro e em Blumenau, no estado de Santa Catarina. Elas são gerenciadas por um computador alimentado por baterias e que conta com um painel de exibição de informações, como mapa de localização das estações, instruções de uso e publicidades. Nas bicicletas estão instalados dispositivos eletromecânicos de travamento e liberação, lâmpadas de sinalização e um chip de identificação.

## Projetos futuros
Há planos de implantar um sistema de VLT em João Pessoa. Ainda em fase de projetação, será um meio de transporte baseado (entre outros) num sistema de veículos leves sobre trilhos (VLT) e tem como objetivos desafogar o fluxo de veículos (segundo dados da prefeitura: quase 240 mil), e incrementar o sistema público de transporte na cidade.
O edital de licitação para selecionar a empresa que ficará responsável pelo desenvolvimento do transporte foi lançado em outubro de 2010 deixando aberto a questão que tipo (VLT ou veículo leve sobre pneus, VLP) será usado.
Um projeto mais elaborado, que depende de verbas do Governo Federal, foi apresentado em Brasília em março de 2011 pelo governador do estado da Paraíba Ricardo Coutinho e visa a implementação de um sistema VLT entre os municípios de Santa Rita e Cabedelo e um sistema VLP na capital. O volume das obras é estimada com cerca de R$ 280 milhões.